# Praha-Smíchov severní nástupiště
Praha-Smíchov severní nástupiště byla železniční zastávka, která se nacházela v prostoru stanice Praha-Smíchov v Praze na adrese Nádražní 3113/3a a byla v jízdním řádu pro cestující uváděna jako samostatný tarifní bod. Po dopravní stránce se jednalo o samostatný obvod železniční stanice Praha-Smíchov, který se služebně nazýval Praha-Smíchov společné nádraží.
Zastávka byla v rámci postupujícího projektu Smíchov City zbourána, stejně jako lávka pro pěší, která nádraží překlenovala a propojovala ulici Nádražní s Radlickou. Osobní doprava zde byla ukončena 1. října 2023.

## Historie

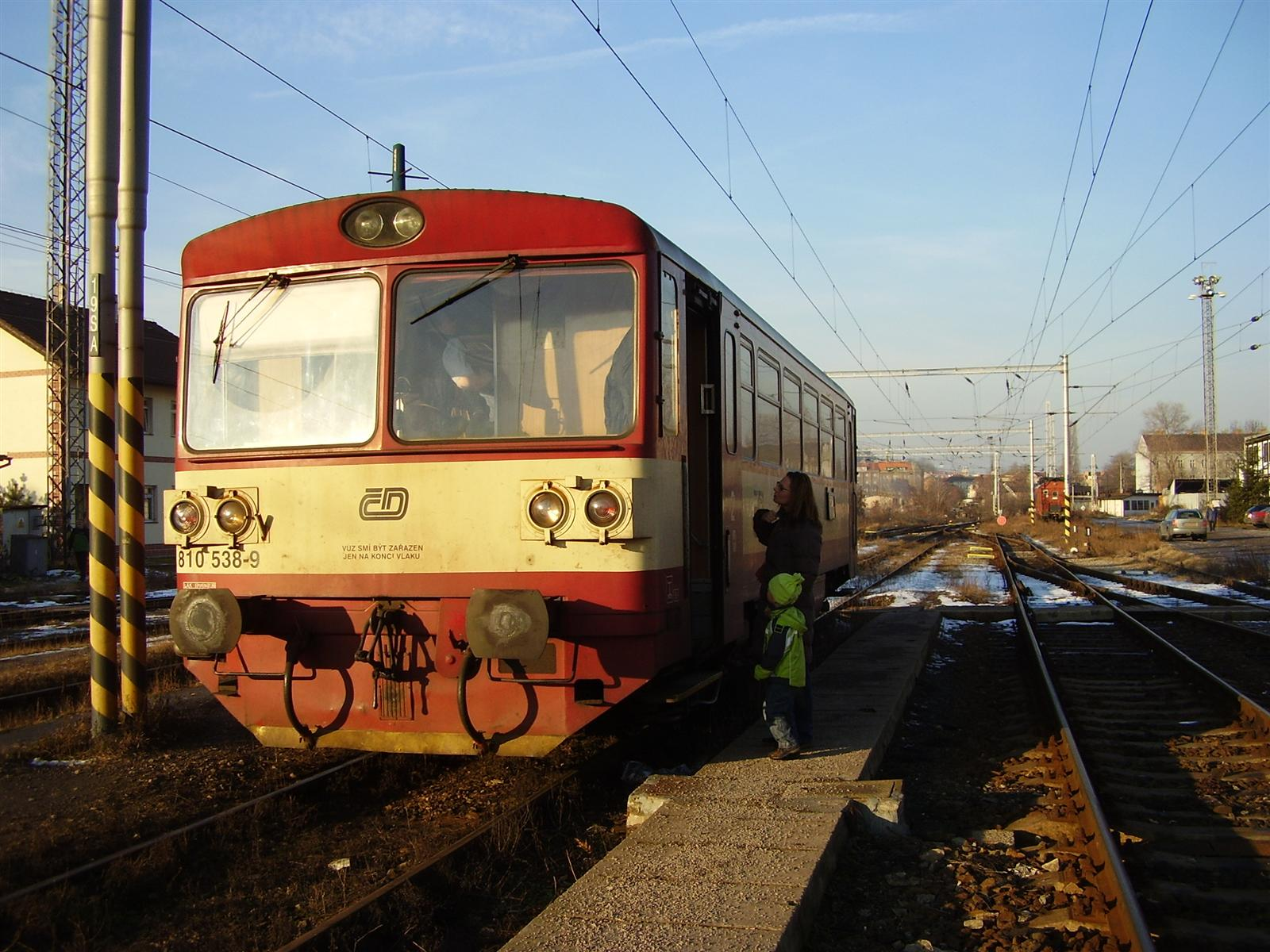
Motorový vůz 810 na „Severním Smíchově“

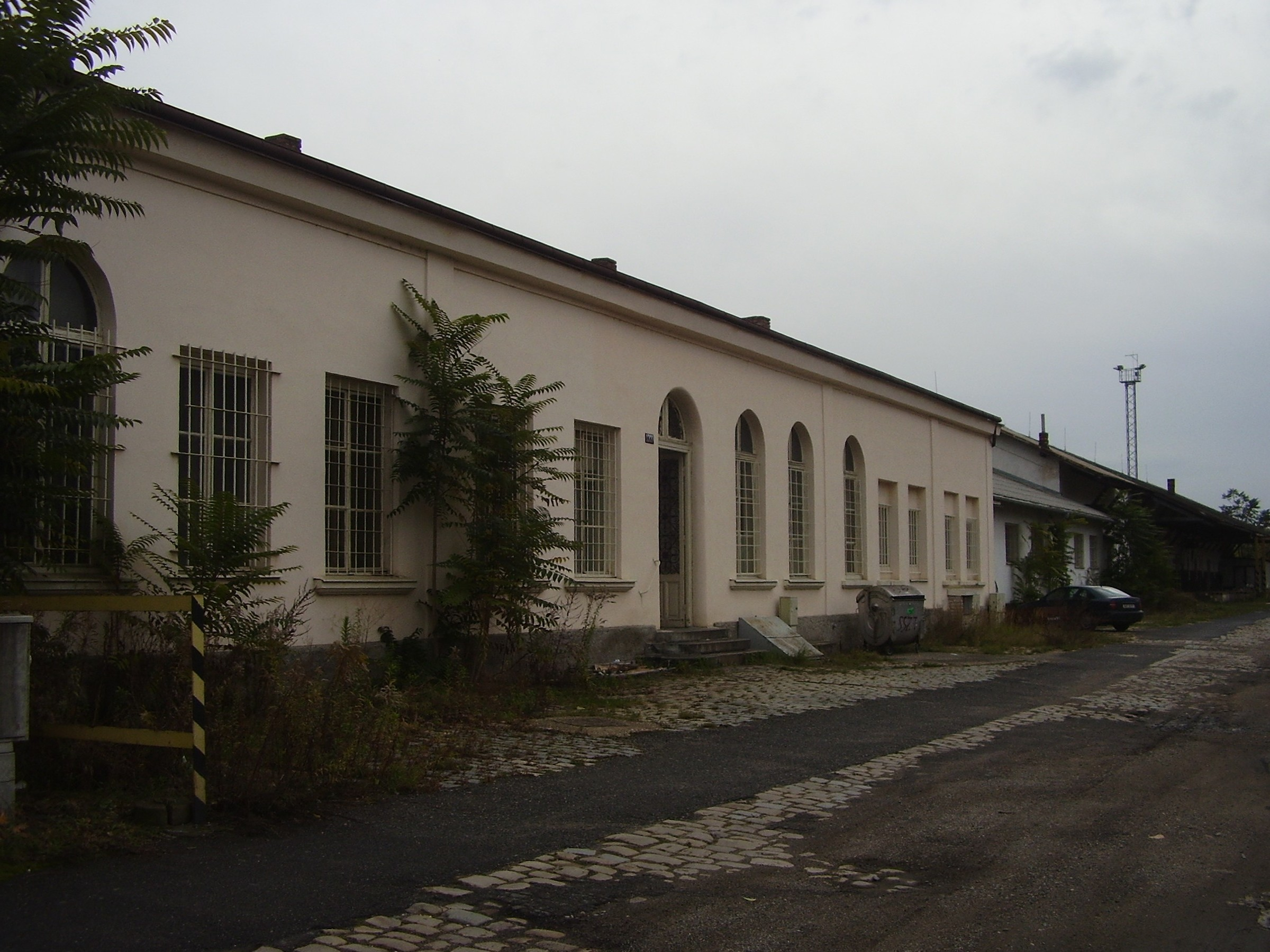
Původní nádražní budova Buštěhradské dráhy

Zatímco hlavní část osobního nádraží Praha-Smíchov se nachází od roku 1862 na bývalé České západní dráze, dnešní trati Praha–Beroun, severní nástupiště se nachází v prostoru tzv. Společného nádraží, které bylo v roce 1872 vybudováno společností České západní dráhy jako hlavní pražské nákladové nádraží a do nějž byla roku 1872 zaústěna odbočka Buštěhradské dráhy z Hostivice a roku 1873 Pražsko-duchcovská dráha od Slaného. Roku 1872 byla rovněž obě smíchovská nádraží napojena Pražskou spojovací dráhou přes Vltavu na dnešní hlavní nádraží.
Nádraží Buštěhradské dráhy v Praze na Smíchově bylo od nepaměti zastíněno slávou necelých 50 metrů vzdáleného nádraží České západní dráhy. Buštěhradská dráha měla zpočátku plány na stavbu nádraží, které by svými rozměry předčilo stávající budovu České západní dráhy ale i mnohá jiná pražská nádraží. Důvodem k výstavbě obrovského nádraží nebylo však jen soupeření s Českou západní dráhou ale i plán traťového provozu, ve kterém bylo počítáno s úsekem Hostivice – Praha-Smíchov jako tratí hlavní a úsekem Hostivice – Praha-Bubny jako tratí vedlejší. Tato koncepce se však neosvědčila a i v současné době je stav přesně opačný.
V roce 1870 byly zhotoveny plány na výstavbu nové nádražní budovy, která měla vyrůst v blízkosti dnešní Nádražní ulice. „Mělo se jednat o dvě symetrické jednopatrové stavby, mezi nimiž měly být položeny čtyři dopravní koleje zastřešeny železnou konstrukcí.“ Komplex budov měl mimo jiné obsahovat restaurace a čekárny I. až IV. třídy, poštu, prodejnu tabáku, policejní služebnu a samostatnou čekárnu pro dámy. Kvůli plánované stavbě byla dokonce přeložena část Radlické silnice, avšak k realizaci stavby nikdy nedošlo. Jako „dočasná“ náhrada za tuto budovu byla roku 1872 vystavěna v severozápadní části areálu nová jednopatrová nádražní budova, která v dnešní době slouží jako kancelářské prostory Správě železniční dopravní cesty. Nádražní budova byla rozdělena na čekárny I. až IV. třídy, restauraci a místnost k odbavování zavazadel. Oproti původním velkolepým plánům mělo nádraží pouze jednu kolej společnou pro příjezdy a odjezdy, naproti tomu však nákladní část zahrnovala téměř deset kolejí dnešního nákladového nádraží Praha-Smíchov a již zrušeného odstavného nádraží Praha-Na Knížecí.

## Současnost

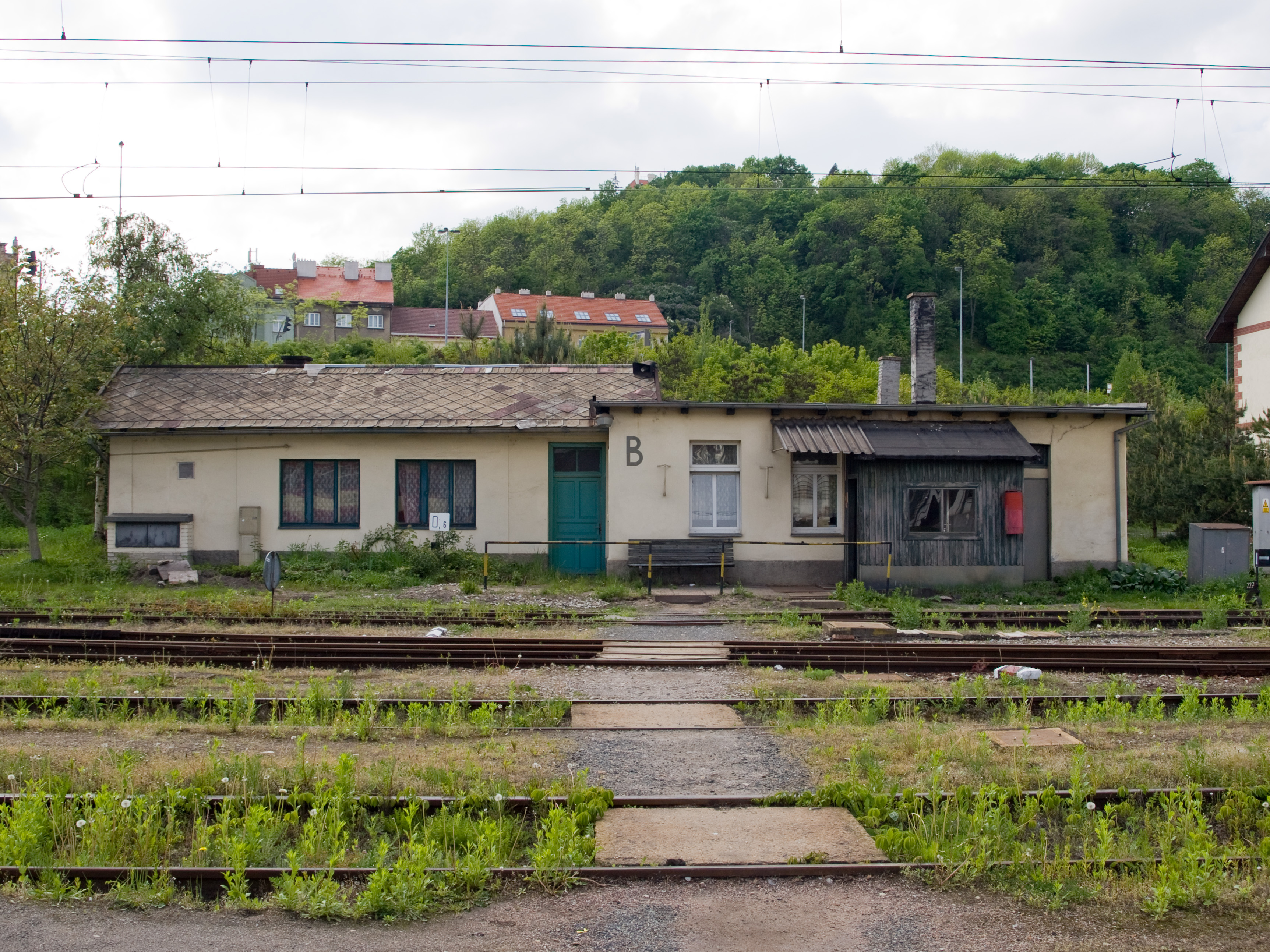
Drážní budova, využívaná před demolicí jako výpravna

Zastávka disponovala pouze dvěma nástupišti se dvěma nástupními hranami a stavědlem používaným jako výpravní budova naproti původnímu objektu Buštěhradské dráhy. Zchátralá nádražní budova, vedle budovy původní také nesloužila cestujícím a byla v posledních letech provozu neobsazená, nesloužila tudíž k prodeji jízdenek, které byly prodávány přímo ve vlaku. V roce 2010 byla uvedena do provozu nová zastávka Praha-Smíchov Na Knížecí, na severním zhlaví bývalého nákladového nádraží v blízkosti zastávek tramvaje a stanice metra B Anděl, vestibul na Knížecí. Jelikož koleje na tuto zastávku vedly nalevo od jmenovaného stavědla, tak vlaky jedoucí na novou zastávku na severním nástupišti nezastavovaly. Zastavovaly zde pouze vlaky jedoucí z Prahy hlavního nádraží. Význam zastávky Praha-Smíchov severní nástupiště tak byl, i přes renesanci železniční dopravy na trati 122, malý.
Od r. 2010 byla zavedena taktová doprava linky Eska S65 v pracovních dnech v úseku Praha-Smíchov Na Knížecí – (mimo P.-Smíchov sev. n.) – Praha-Zličín (Řepy) – Hostivice. O víkendu jsou provozovány vlaky Praha hlavní nádraží – Praha-Smíchov severní nástupiště – Praha-Zličín – Hostivice, přičemž dva páry zajíždějí až do stanice Rudná u Prahy, posíleny vlaky Praha-Zličín – Hostivice. Celoročně o víkendu provozuje společnost KŽC Doprava linku Pražského motoráčku vedenou historickým motorovým vozem M262.0 v úseku Praha hlavní nádraží – Praha-Smíchov severní nástupiště – Praha-Zličín.
V prosinci 2015 tudy byl zaveden jeden spěšný vlak linky S49 z Prahy-Vršovic do Středokluk na objednávku[zdroj?] firmy Amazon.
K 11. 12. 2016 byla stanice Praha-Smíchov Na Knížecí zrušena. Všechny vlaky linky S65 byly opět výchozí ze stanice Praha hlavní nádraží a zastavovaly ve stanici Praha-Smíchov severní nástupiště v hodinovém až dvouhodinovém taktu. Vlaky jsou vedené motorovými vozy 810.
Prostor má být využit částečně k výstavbě autobusového nádraží, částečně ke zřízení parkoviště P+R a částečně k výstavbě bytových domů v rámci připravovaného projektu Sekyra Group. Jízdní řád 2022/23 ve své původní verzi původně počítal s provozem osobních vlaků pouze do 31. března 2023, provoz zastávky byl ale několikrát prodloužen až do 6. října 2023. Nyní jsou osobní vlaky od Žvahova vedeny přes smíchovské nádraží, čímž se jejich jízdní doba kvůli dvěma provozním úvratím na jižním zhlaví prodloužila o více než deset minut.

## Přístup
K severnímu nástupišti nevede přístup přes hlavní nádražní budovu. Po mnoho let vedla oficiální přístupová cesta jen dlážděnou cestou z Nádražní ulice z prostoru mezi viadukty mezi tramvajovými zastávkami Na Knížecí a Plzeňka. Využívána byla rovněž pěšina po přechodech přes kolejiště k poslednímu nástupišti běžného osobního nádraží. Od roku 2007 k nástupišti vedlo schodiště z Radlické lávky.

## V kultuře
Zastávka dala svůj název pražské country-folkové hudební skupině Severní nástupiště.